# Enzkofer Ried
Das Gebiet Enzkofer Ried ist ein mit Verordnung vom 7. Dezember 1990 ausgewiesenes Landschaftsschutzgebiet (LSG-Nummer 4.37.037) im Gebiet der baden-württembergischen Gemeinde Hohentengen sowie der Stadt Mengen im Landkreis Sigmaringen in Deutschland.

## Lage
Das rund 54 Hektar große Schutzgebiet Enzkofer Ried gehört naturräumlich zu den Donau-Ablach-Platten. Es liegt südlich der Ostrach, etwa 2,4 Kilometer südwestlich der Hohentengener Ortsmitte in den Gemarkungen Enzkofen, Bremen und Ursendorf, sowie 3,3 Kilometer südöstlich der Stadtmitte Mengens auf einer durchschnittlichen Höhe von 568 m ü. NN.

## Schutzzweck
Das "Enzkofer Ried" (Bremer Viehweide) stellt mit seinem charakteristischen Wechsel von unberührten Riedflächen (Seggenrieder, Kopfbinsenried, Streuwiesen, Feuchtbrache, Röhrichte) Streuwiesen, Wasserflächen, Gebüschgruppen sowie landwirtschaftlich genutzten Grünlandflächen eine besondere landschaftliche Einheit dar. Die Vielfalt dieser Lebensräume bewirkt nicht nur ein reizvolles Landschaftsbild, sondern auch eine äußerst wertvolle Biotop- sowie Biotopverbundfunktion.
Das Flachmoorgebiet ist sowohl vegetationskundlich als auch avifaunistisch von großer Bedeutung. Vor allem in den nicht intensiv bewirtschafteten Riedflächen sind eine Reihe zum Teil besonders geschützter Vogelarten beheimatet, welche dort seit vielen Jahren ihre Brutstätten haben. Wesentlicher Schutzzweck ist daher die Sicherung dieses Gebietes in seiner Vielfalt und Eigenart sowie die Erhaltung der wertvollen naturnahen Vegetationseinheiten und der offenen landwirtschaftlich genutzten Grünlandflächen.

### Partnerschutzgebiete
Das Landschaftsschutzgebiet Enzkofer Ried ist Teil des FFH-Gebiets „Riede und Gewässer bei Mengen und Pfullendorf“ (7922341).